# TT292
La tombe thébaine TT 292 est située à Deir el-Bahari, dans la nécropole thébaine, sur la rive ouest du Nil, face à Louxor en Égypte.
C'est la tombe de Pashed qui a vécu à la XIXe dynastie, durant les règnes de Séthi Ier et Ramsès II.